# Tsugi no Ashiato
Tsugi no Ashiato (次の足跡, lit. "Os próximos passos") é o 5° álbum do grupo idol japonês AKB48.
Músicas como "Koisuru Fortune Cookie" e "Uza" estarão no disco, assim como "Yume no Kawa" e "Manatsu no Sounds Good!", essas com a participação de Atsuko Maeda (graduada em 2012). Também terá músicas inéditas, como "Douki" (single solo de Haruka Shimazaki), "After Rain", as músicas de Majisuka Gakuen 3 e a música de graduação de Sayaka Akimoto.

## Histórico
O título do álbum foi anunciado em 21 de dezembro de 2013, por Haruna Kojima através da internet. Em português o título do álbum significa "Próximo Passo".. No dia do lançamento foram vendidas 848.058 cópias, segundo o ranking da Oricon.

### Graduadas e músicas inéditas
Atsuko Maeda (que não foi creditada no álbum) ainda fez parte do grupo quando foi lançado "Manatsu no Sounds Good!" em maio de 2012, considerando como primeiro single do álbum. "Yume no Kawa" que é uma das B-sides de "Gingham Check" também foi incluída no álbum. Outras integrantes graduadas que participam deste álbum são Mariko Shinoda, Tomomi Itano, Tomomi Kasai, Sayaka Akimoto e Amina Sato (graduada dias antes do lançamento deste álbum), além de Yuko Oshima, cuja graduação aconteceu em 9 de junho de 2014. "After Rain" que é a música-tema do documentário "No Flower Without Rain" permaneceu inédita, também há música "Douki", primeiro música solo de Haruka Shimazaki cantada no encerramento de Majisuka Gakuen 3. A faixa "Chireba Ironi..." é exclusiva da versão Theater.
A capa do álbum se refere à música "Yume no Kawa", assim como o álbum anterior "1830m", mas com um céu com um tom rosado.

## Faixas
Todas as faixas escritas e compostas por Yasushi Akimoto. 
| CD1 (Type A/B) |                                                  |         |  |
| N.º            | Título                                           | Duração |  |
| 1.             | "Koisuru Fortune Cookie" (32º Single)            | 4:47    |  |
| 2.             | "LOVE Shugyou"                                   | 4:42    |  |
| 3.             | "Sayonara Crawl[carece de fontes?]" (31º Single) | 4:56    |  |
| 4.             | "Tsuyoi Hana"                                    | 3:50    |  |
| 5.             | "Ano Hi no Fuurin"                               | 4:26    |  |
| 6.             | "Eien Pressure" (29º Single)                     | 4:57    |  |
| 7.             | "Aozora Cafe"                                    | 4:12    |  |
| 8.             | "UZA" (28º Single)                               | 4:43    |  |
| 9.             | "Kimi no Tame ni Boku wa…"                       | 5:06    |  |
| 10.            | "Watashitachi no Reason"                         | 4:36    |  |
| 11.            | "So Long!" (30º Single)                          | 5:58    |  |
| 12.            | "Gingham Check" (27º Single)                     | 5:28    |  |
| 13.            | "Manatsu no Sounds Good!" (26º Single)           | 4:32    |  |
| 14.            | "Otona e no Michi"                               | 5:21    |  |
| 15.            | "Chireba Ironi..." (Theater version only)        | 4:57    |  |
| Duração total: | Duração total:                                   | 1:12:32 |  |

| CD2 (Type A)   |                                                                                         |         |  |
| N.º            | Título                                                                                  | Duração |  |
| 1.             | "After Rain" (Documentary of AKB48 - No Flower Without Rain)                            | 3:31    |  |
| 2.             | "Gugutasu no Sora"                                                                      | 4:12    |  |
| 3.             | "Boy Hunt no Houhou Oshiemasu" (Yuria, Sasshi, Paruru,Fuuko)                            | 4:04    |  |
| 4.             | "JJ ni Karitamono" (Ayaka, Rie, Asuka, Takamina, Akane, Nana Yamada)                    | 4:19    |  |
| 5.             | "Shower no Ato Dakara" (Yukirin, Kojiharu, Rena)                                        | 4:03    |  |
| 6.             | "10 Krone to Pan" (Haruka, Reina, Nao, Yui, Sayanee)                                    | 5:17    |  |
| 7.             | "Kakushin ga Moterumono" (TEAM A)                                                       | 3:54    |  |
| 8.             | "Team Zaka" (TEAM 4)                                                                    | 4:10    |  |
| 9.             | "Tsuyosa to Yowasa no Aida de" (Sayaka Akimoto's Graduation Song)                       | 5:40    |  |
| 10.            | "Boku wa Ganbaru" (Anna, Rina, Takamina, Yui, Mayuyu, Yuuko, Yukirin, Kojiharu, Paruru) | 4:30    |  |
| 11.            | "Eien yori Tsuzuku you ni" (OKL48)                                                      | 4:02    |  |
| Duração total: | Duração total:                                                                          | 49:44   |  |

| CD2 (Type B)   |                                                                   |         |  |
| N.º            | Título                                                            | Duração |  |
| 1.             | "Smile Kami Kakushi" (Tentoumu Chu!)                              | 3:55    |  |
| 2.             | "Tanin Gyougi na Sunset Beach" (Aika, Akari, Suzuran, Milky)      | 4:40    |  |
| 3.             | "Haste to Waste" (BKA48)                                          | 4:02    |  |
| 4.             | "Watashi Leaf" (Jurina, Anna, Rina, Rena Kato)                    | 3:41    |  |
| 5.             | "Stoic na Bigaku" (Miori, Mina, Kanon, Sakura, Nako, Shu, Mayuyu) | 5:02    |  |
| 6.             | "Ponkotsu Blues" (Majisuka Gakuen 3)                              | 4:40    |  |
| 7.             | "Ichi Ni no San" (Yuuko, Aki, Mariya, Airi, Miichan)              | 4:15    |  |
| 8.             | "Kyohansha" (TEAM K)                                              | 4:25    |  |
| 9.             | "Douki" (Haruka Shimazaki)                                        | 4:26    |  |
| 10.            | "Kanashiki Kinkyori Renai" (TEAM B)                               | 5:02    |  |
| 11.            | "Yume no Kawa" (Atsuko Maeda's Graduation Song)                   | 4:36    |  |
| Duração total: | Duração total:                                                    | 48:45   |  |

## Desempenho nas paradas musicais

### Paradas semanais
| Tabela Musical (2014) | Melhor posição |
| --------------------- | -------------- |
| Japão (Oricon)        | 1              |
| Taiwan (G-Music)      | 13             |

### Paradas anuais
| Parada musical (2014) | Melhor posição |
| --------------------- | -------------- |
| Japão (Oricon)        | 1              |

## Vendas e certificações
| Região                                              | Certificação | Vendas     |
| --------------------------------------------------- | ------------ | ---------- |
| Japão (RIAJ)                                        | Milhão       | 1,041,355^ |
| *números de vendas baseados somente na certificação |              |            |

## Histórico de lançamentos
| Região        | Data                  | Formato                       | Gravadora                                          |
| ------------- | --------------------- | ----------------------------- | -------------------------------------------------- |
| Japão         | 22 de janeiro de 2014 | CD Download digital streaming | King Records                                       |
| Hong Kong     | 22 de janeiro de 2014 | CD Download digital streaming | King Records                                       |
| Taiwan        | 22 de janeiro de 2014 | CD Download digital streaming | King Records                                       |
| Coreia do Sul | 27 de julho de 2018   | Download digital streaming    | Stone Music Entertainment Genie Music King Records |